# Jürgen Marcus

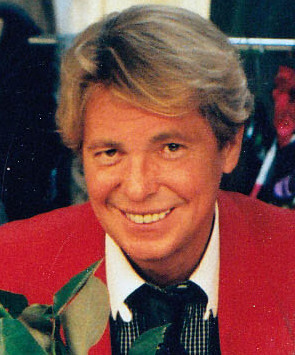
Jürgen Marcus, 1998

Jürgen Marcus, bürgerlich Jürgen Beumer (* 6. Juni 1948 in Herne; † 17. Mai 2018 in München), war ein deutscher Schlagersänger, der in den 1970er Jahren seine größten Erfolge feierte. Zu seinen bekanntesten Titeln zählen Eine neue Liebe ist wie ein neues Leben, Ein Festival der Liebe und Ein Lied zieht hinaus in die Welt.

## Werdegang

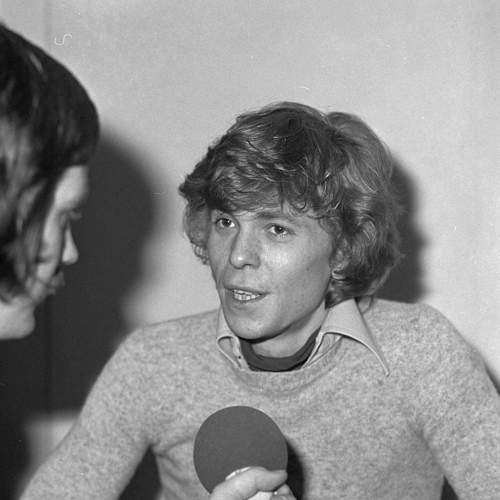
Jürgen Marcus, 1976

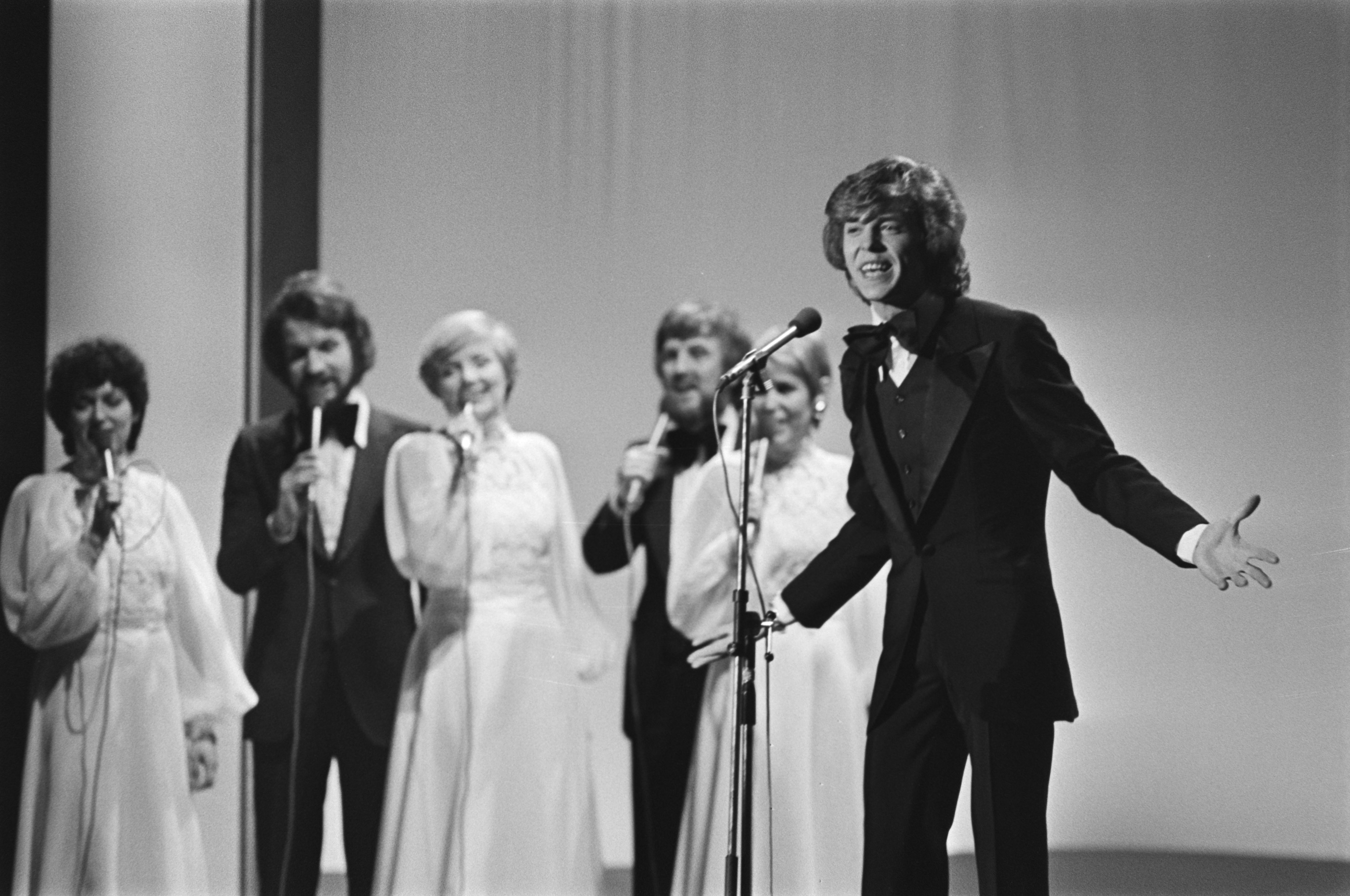
Jürgen Marcus beim Eurovision Song Contest 1976

Marcus absolvierte nach der Schule eine Ausbildung zum Maschinenschlosser. Danach trat er als Sänger in verschiedenen Amateur-Beatbands seiner Heimatstadt auf. Wegen der Ähnlichkeit seines bürgerlichen Namens Jürgen Beumer mit dem Namen des Eiskunstläufers Hans-Jürgen Bäumler wählte er den Künstlernamen „Jürgen Marcus“. 1967 wurde er Sieger des European-Festivals in Brüssel. 1968 und 1969 war er beim Beat-Festival von Recklinghausen erfolgreich. Schließlich bekam er 1969 die Rolle des „Claude“ in einer deutschen Aufführung des Musicals Hair.
Der erfolgreiche Musikproduzent Jack White nahm den Sänger unter Vertrag und produzierte 1970 seine erste Single Nur Du (El cóndor pasa). Darauf folgte nach Du bist mein ganzes Leben (1970) und Nur Liebe zählt (1971) sein erfolgreichster und wohl bekanntester Titel Eine neue Liebe ist wie ein neues Leben (1972), der 15 Wochen in den deutschen Top Ten vertreten war und bis auf Platz zwei vorstieß. Marcus trat in vielen Fernseh-Musiksendungen auf, darunter 36 mal in der ZDF-Hitparade. Er bekam zahlreiche Auszeichnungen und wirkte 1972 auch in dem Jack-White-Film Heut hau’n wir auf die Pauke unter Regie von Ralf Gregan mit.

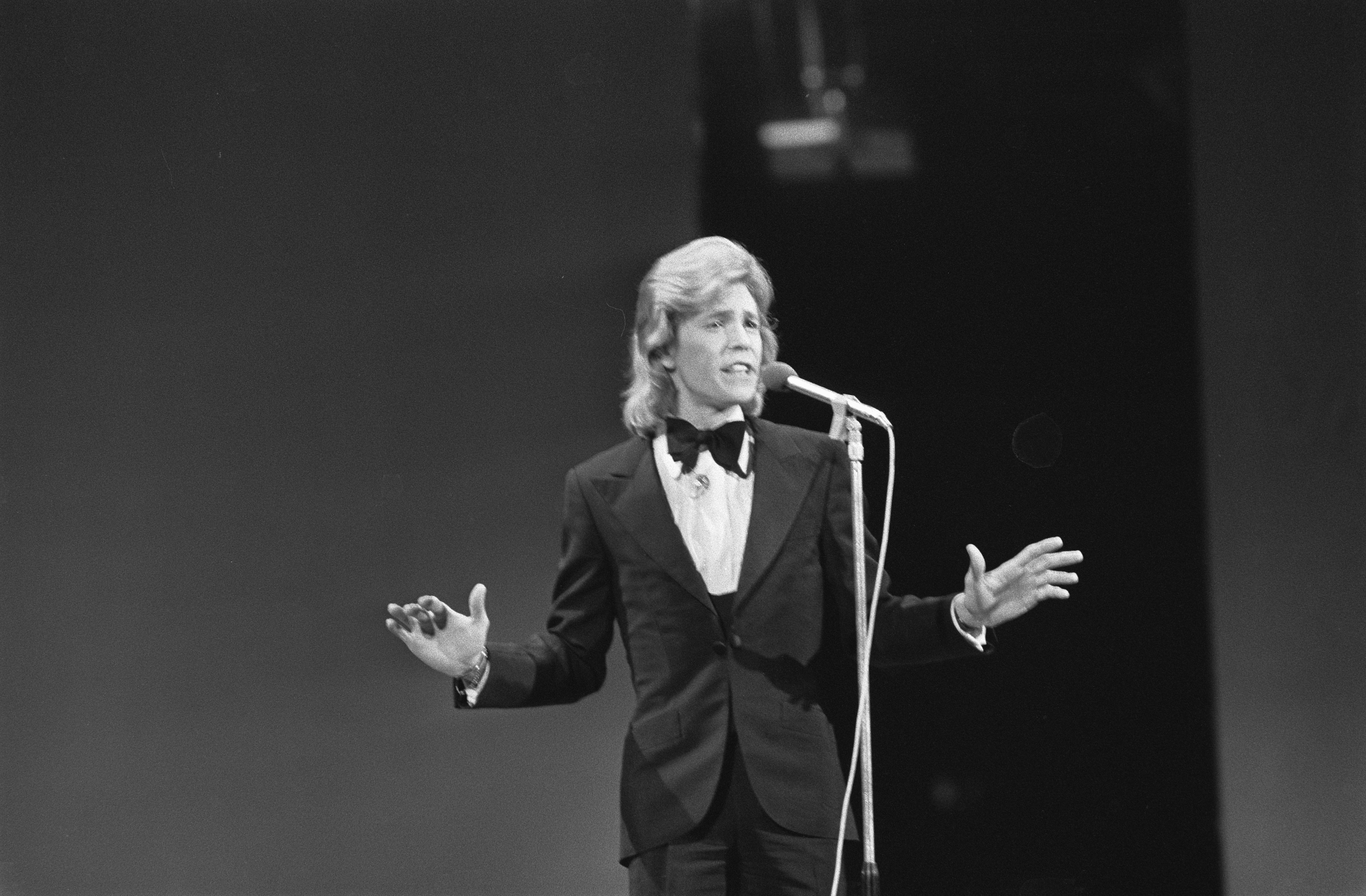
Jürgen Marcus, 1974

Unter Whites Regie veröffentlichte Marcus insgesamt 23 Singles und zahlreiche Alben, bis er sich 1979 von ihm löste. Darunter waren die Top-Ten-Erfolge Ein Festival der Liebe (diesen Titel sang er auch im Film Blau blüht der Enzian), Schmetterlinge können nicht weinen (1973) und Ein Lied zieht hinaus in die Welt (1975), mit dem er sich für Deutschland beim Grand Prix Eurovision de la Chanson bewarb, jedoch wegen der Jurybewertung nicht über Platz neun bei der Vorentscheidung hinauskam. Bereits im Vorjahr hatte er sich mit dem Titel Grand Prix d’amour an diesem Wettbewerb beteiligt. 
1975 strahlte das ZDF die Personality-Show Jürgen Marcus: Einer für Viele aus. 1976 nahm er mit dem auf Französisch gesungenen Lied Chansons pour ceux qui s’aiment (deutsche Version: Der Tingler singt für euch alle) für Luxemburg am Grand Prix Eurovision de la Chanson teil und erreichte Platz 14.
Unter wechselnden Produzenten wie Michael Möller, Rainer Pietsch oder Uve Schikora veröffentlichte Marcus bis in die frühen 1980er Jahre am Chanson orientierte Stücke oder Coverversionen, jedoch ohne kommerziellen Erfolg. Weitere Zusammenarbeiten mit Ralph Siegel und Bernd Meinunger oder auch eine Pop-orientierte Single als „J. Marcus“ (1988) in englischer Sprache brachten dem Sänger kein Comeback. Er trat in den folgenden Jahrzehnten meist mit seinen älteren Erfolgen aus den 1970er Jahren auf.
1998 erreichte er mit seinem Lied Mach’s gut bis zum nächsten Leben Platz 6 beim bislang einzigen Grand Prix des Schlagers.
Im August 2004 erschien das Comeback-Album Ich glaub an die Welt, sein erstes Album seit 22 Jahren. 2006 folgte das erste Weihnachtsalbum Tausend Lichter, tausend Kerzen. Am 13. Juni 2008 wurde das Album Für immer veröffentlicht. Produziert wurde es von Christian Bruhn. Es enthält Texte von Michael Kunze, Georg Buschor, Robert Jung, Stefan Waggershausen, Tobias Reitz, Edith Jeske und Peter Zentner. Am 5. August 2011 erschien die Single Ich schau in mein Herz. Eine Woche später folgte das Album Zeitreif, das von dem Komponisten-Duo Helmut Kohlpaintner und Michael Schinkel produziert wurde.
Im April 2017 gab Jürgen Marcus wegen seiner Lungenerkrankung COPD, an der er 2002 erkrankt war, seinen Rückzug aus dem Musikgeschäft bekannt. Bereits seit 2012 hatte er keine öffentlichen Auftritte mehr wahrgenommen.

### Privates
1991 outete sich Marcus als erster bedeutender Sänger der Schlagerbranche in der Bild am Sonntag als homosexuell. Seit 1995 war er mit seinem Manager Nikolaus Fischer liiert.
Jürgen Marcus starb am 17. Mai 2018, wenige Wochen vor seinem 70. Geburtstag, an einer chronisch obstruktiven Lungenerkrankung (COPD) in seiner Münchener Wohnung. Er fand auf dem städtischen Friedhof von Wolfratshausen im Stadtteil Nantwein seine letzte Ruhestätte.

## Auszeichnungen
- Vier Goldene Löwen
- Vier Bravo Ottos
- Goldene Europa
- Goldene Schallplatte
- Goldenes Künstler-Magazin

## Diskografie

### Singles (Auswahl)
- 1970: Nur Du (El Condor Pasa)
- 1971: Nur Liebe zählt
- 1971: Warum kann ich deine Liebe nicht vergessen (Massachusetts)
- 1972: Eine neue Liebe ist wie ein neues Leben
- 1973: Ein Festival der Liebe
- 1973: Schmetterlinge können nicht weinen
- 1974: Irgendwann kommt jeder mal nach San Francisco
- 1974: Grand Prix d’amour
- 1975: Ein Lied zieht hinaus in die Welt
- 1975: Auf dem Karussell fahren alle gleich schnell
- 1975: Ein Engel der mich liebt
- 1976: Komm mit auf die Sonnenseite der Straße
- 1976: Der Tingler singt für euch alle
- 1976: Auf dem Bahnhof der vielen Gleise
- 1977: Die Uhr geht vor – Du kannst noch bleiben
- 1977: Lass mich doch raus aus meiner Jacke
- 1977: Das weiß die ganze Nachbarschaft
- 1978: Was hast du heute Abend vor
- 1978: Davon stirbt man nicht
- 1979: Schlaf heute hier
- 1980: Ein Lächeln
- 1980: Unser Leben
- 1981: Engel der Nacht
- 1981: Wenn du liebst
- 1982: Ich würde gerne bei dir sein
- 1982: Das Lied vom Glücklichsein
- 1983: Ich lieb dich mehr
- 1983: Die Sterne lügen nicht
- 1986: Ich hab dich gesehen
- 1988: Liberation Day
- 1989: Schau was Liebe ändern kann
- 1998: Mach’s gut bis zum nächsten Leben
- 2004: Nochmal mit dir
- 2004: Ich glaub an die Welt
- 2005: Ich bereue nichts
- 2005: Geh mit der Sonne
- 2006: Nur mein Herz weint
- 2006: Deine Sorgen möcht’ ich haben
- 2008: In weißen Jeans
- 2011: Ich schau in mein Herz
- 2011: Keine Zeit für Lügen
- 2012: Was kann ich dafür

### Alben (Auswahl)
- 1972: Heut haun wir auf die Pauke (Schlagerfilm mit Jack White)
- 1973: Ein Festival der Liebe
- 1974: Der Grand Prix d’amour
- 1975: Premiere
- 1975: Ein Lied zieht hinaus in die Welt
- 1976: Ich bin Jürgen
- 1976: Der Tingler singt für euch alle
- 1977: Das weiß die ganze Nachbarschaft
- 1977: Die Uhr geht vor – du kannst noch bleiben
- 1978: Jürgen Marcus
- 1979: Ein Teil von mir
- 1980: Portrait
- 1981: Engel der Nacht
- 1982: Ich will dich so wie du bist
- 2004: Ich glaub an die Welt
- 2006: Tausend Lichter, tausend Kerzen (Weihnachtsalbum)
- 2008: Für immer
- 2011: Zeitreif